# 戦勝国
戦勝国（せんしょうこく）とは戦争に勝利した国家をいう。

## 概要
攻撃により敵国を滅亡させた国家のみならず、自国に有利な条件で講和などによって終戦させた国家も戦勝国である。なお、戦争に敗北した国家のことは「戦敗国」ではなく「敗戦国」というのが普通であり、戦勝国と文法上の構成が一致していない。

## 戦勝国の例
日本では日清戦争、日露戦争などで戦勝国である。また、1900年の義和団の乱における八カ国連合軍においても戦勝国となった。
第一次世界大戦の戦勝国は連合国（日本・アメリカ合衆国・イギリス・フランスなど）である。第二次世界大戦の戦勝国は連合国（アメリカ合衆国、イギリス、フランス、ソ連、中華民国）であるが、占領下で親枢軸国のヴィシー政権を樹立したフランスや、イタリアのように末期になって枢軸国に宣戦布告した国家が戦勝国を主張する場合がある。